# 辉神星
辉神星（96 Aegle）是一颗碳质小行星，是辉神星族的名字由来，位于小行星带的外围区域，直径约为170（110英里）。它是由法国天文学家杰罗姆·科吉亚于1868年2月17日在法国东南部的馬賽天文台发现的。这颗罕见的T-型小行星自轉週期为13.8小时，在掩星事件中已经被观测到多次。这颗小行星以希腊神话中的赫斯珀里得斯（日落处的仙女）之一埃格勒（Aegle，意为“光明”）命名。

## 轨道与分类
辉神星是辉神星族（630）的母体，这是一个非常小的小行星族，已知成员不足一百颗:23。辉神星位于外小行星带绕太阳运行，轨道距离为2.6-3.5天文单位（AU），每5年4个月（1,948 天）绕太阳一周；半长轴为3.05（AU）。它的轨道偏心率为0.14，軌道傾角相对于黄道为16°。对该天体的观测始于1870年8月的利奇菲尔德天文台（789），比其在马赛的官方发现观测晚了两年半。 

## 物理特性
在托伦分类法、SMASS分类法以及巴斯–德梅奧分類法中，辉神星都是一颗罕见的无水T-型小行星，而辉神星族的整体光谱类型通常是C-型或者X-型。:23

### 轮回周期
美国光度测量师弗雷德里克·皮尔彻于2016-2017年在新墨西哥州的奥根梅萨天文台（Organ Mesa Observatory, （G50））对这颗小行星进行了光度观测，显示出这颗小行星具有不规则的光变曲线，有13.868小时的会合自转周期，光变幅度为0.11星等(U=3)。
这一结果与之前由罗伯特·斯蒂芬斯、西里尔·卡瓦多尔以及皮埃尔·安东尼尼进行的两次观测结果一致，他们分别测得的周期为13.82小时，亮度变化为0.12和0.05（U=3/2-）。其他的旋转光变曲线数据分别由艾伦·哈里斯（Alan W. Harris，10小时；1980年）、意大利天文学家（10.47小时；2000年）、瑞士和法国天文学家（13.82小时；2005年），以及科尔盖特大学（26.53小时；2001年）获得，但都质量较差（U=n.a./1/1/1）。

### 直径和反照率
根据红外天文卫星IRAS、日本AKARI卫星以及美国宇航局广域红外巡天探测器（NEOWISE任务）的测量结果，辉神星的直径在156至178公里之间，其表面反照率较低，介于0.048至0.056之间。小行星光变曲线协作链接（Collaborative Asteroid Lightcurve Link）假设其反照率为0.058，并基于7.65的绝对星等计算出其直径为162.85公里。该计划的质量估计结果为(6.48±6.26)×1018 千克，密度为2.61±2.53 克/立方厘米。 

### 掩星
辉神星曾多次被观察到掩星现象。2010年1月5日，它在日本茨城县被观测到掩盖了恒星TYC 0572-01644-1，并由此确定了178.7 × 148.3公里的横截面积。在新西兰，2002年2月18日，该小行星遮蔽了半人马座中的恒星TYC 7299-00684，持续了大约12.7秒，在此期间，预计亮度将下降2.1星等。

## 命名
这颗小行星以希腊神话中的赫斯珀里得斯之一——埃格勒（Aegle）的名字命名。官方的命名引文出现在保罗·赫尔盖特1955年撰写的《小行星的名称》（H 13）中。